# Chapelle Sainte-Madeleine de Champ-sur-Drac
 (avril 2023).
 (avril 2023).
Si vous disposez d'ouvrages ou d'articles de référence ou si vous connaissez des sites web de qualité traitant du thème abordé ici, merci de compléter l'article en donnant les références utiles à sa vérifiabilité et en les liant à la section « Notes et références ».
 (avril 2023).
La mise en forme du texte ne suit pas les recommandations de Wikipédia : il faut le « wikifier ».
Les points d'amélioration suivants sont les cas les plus fréquents :
- Les titres sont pré-formatés par le logiciel. Ils ne sont ni en capitales, ni en gras.
- Le texte ne doit pas être écrit en capitales (les noms de famille non plus), ni en gras, ni en italique, ni en « petit »…
- Le gras n'est utilisé que pour surligner le titre de l'article dans l'introduction, une seule fois.
- L'italique est rarement utilisé : mots en langue étrangère, titres d'œuvres, noms de bateaux, etc.
- Les citations ne sont pas en italique mais en corps de texte normal. Elles sont entourées par des guillemets français : « et ».
- Les listes à puces sont à éviter, des paragraphes rédigés étant largement préférés. Les tableaux sont à réserver à la présentation de données structurées (résultats, etc.).
- Les appels de note de bas de page (petits chiffres en exposant, introduits par l'outil «  Source ») sont à placer entre la fin de phrase et le point final[comme ça].
- Les liens internes (vers d'autres articles de Wikipédia) sont à choisir avec parcimonie. Créez des liens vers des articles approfondissant le sujet. Les termes génériques sans rapport avec le sujet sont à éviter, ainsi que les répétitions de liens vers un même terme.
- Les liens externes sont à placer uniquement dans une section « Liens externes », à la fin de l'article. Ces liens sont à choisir avec parcimonie suivant les règles définies. Si un lien sert de source à l'article, son insertion dans le texte est à faire par les notes de bas de page.
- La présentation des références doit suivre les conventions bibliographiques. Il est recommandé d'utiliser les modèles {{Ouvrage}}, {{Chapitre}}, {{Article}}, {{Lien web}} et/ou {{Bibliographie}}. Le mode d'édition visuel peut mettre en forme automatiquement les références.
- Insérer une infobox (cadre d'informations à droite) n'est pas obligatoire pour parachever la mise en page.

Pour une aide détaillée, merci de consulter Aide:Wikification.
Si vous pensez que ces points ont été résolus, vous pouvez retirer ce bandeau et améliorer la mise en forme d'un autre article.
Pour les articles homonymes, voir Chapelle Sainte-Madeleine.
La chapelle Sainte-Madeleine construite par les moines rouges de Saint-Michel de Connexe, au début du XIIe siècle, est située sur le territoire de Notre-Dame-de-Mésage en Isère. 
Située à l'entrée de la commune, elle fait partie du patrimoine historique de Champ-sur-Drac, et sert d'asile aux voyageurs après le dernier départ du passeur de la Romanche, à la nuit tombante.
Aussi connue sous le nom d'hospice de La Madeleine et de chapelle du « port de Champ »[réf. nécessaire], elle est visible au bord de la Romanche sur son rocher promontoire, dans un passage obligé à la jonction des quatre communes de Champ-sur-Drac, Jarrie, Notre-Dame-de-Mésage, et Montchaboud. Ce passage donnait accès à la Matheysine.

## Histoire
Le sieur Lantelme fait construire le monastère Saint Michel en ce lieu, le considérant idéal pour un lieu de prière en raison de l'intérêt stratégique du passage sur la Romanche. La position sur l'éperon rocheux qui domine le passage sur la Romanche, le protégé des inondations.[réf. nécessaire]
La chapelle, construite après le monastère, est placée sous la responsabilité d'un moine nommé par le Prieuré de Saint-Michel de Connexe et sert également de refuge. Cet édifice permet aux moines d'assurer leur rôle de charité chrétienne et d'avoir un lien direct et important avec le monde extérieur.

## Le passage sur la Romanche
Il est situé au pied de la chapelle : c'est un bac qui assure le passage des habitants et des animaux jusqu'à la fin du XIXe siècle. Un véritable pont y est construit et emporté en 1219, année de catastrophe hydrologique. Ensuite et jusqu'en 1685, la traversée s'effectue par un bac diurne, contre un droit de passage variable selon l'usage : à pied, à cheval, avec attelage.
Un péage est établi pour franchir la Romanche, les habitants de Champ ne payent que demi-tarif, et gratuit pour les trois officiers communaux (les agents de l'état, les militaires et les gendarmes).
Ce droit de péage rapportait environ 300 florins annuels revenant au Dauphin.
Au XIVe siècle, celui-ci transmet ce droit aux religieuses de Montfleury installées près de Grenoble. Celles-ci en échange doivent assurer l'entretien du pont mais les nombreux dégâts causés par les crues dépassent les recettes et elles font souvent appel au parlement pour avoir des aides.

## Guerres de Religion
La chapelle Sainte-Madeleine a souffert des guerres de Religion.
Vers 1570, elle n'échappe pas à la vague de destructions qui frappe la région. Pillée et dévastée, elle reste en ruines de nombreuses années.[réf. nécessaire]

## Bien national en 1789-1791
Tout ce secteur (chapelle, maisons des religieuses de Montfleury et droit de passage) est saisi par l'état à la révolution et vendu comme bien national au sieur Joseph Riondet, entrepreneur de Grenoble. Au moment de la vente, la chapelle n'a ni porte, ni fenêtres et une partie de la toiture est effondrée. Mais elle présente toujours une grande solidité.
Compte tenu du manque d'entretien et des travaux nécessaires, le pont est cédé gratuitement à la commune par une décision du ministre des finances en 1829.
Ce dernier est détruit en 1850 et remplacé par un pont plus important, un peu en aval sur la Romanche.

## Les plâtrières et Navarre
Ce secteur intéresse les dirigeants des plâtrières qui achètent l'ex-chapelle, creusent un tunnel en dessous et installent un pont suspendu sur la Romanche pour avoir un accès privé et gratuit.
Après les plâtrières, ce sont les papèteries de Navarre qui achètent toute la zone du pont de la Madeleine car, d'une part, elles veulent garder la maîtrise des terrains pour endiguer la Romanche qui menace les premières cités Navarre, et d'autre part, elles souhaitent augmenter leur parc de logements pour les ouvriers.

## Aujourd'hui
L'ex-chapelle conserve l'aspect architectural et religieux d'une ancienne église malgré sa transformation en logement.
Avec son chemin de ronde et sa situation privilégiée sur une plate-forme qui surplombe la Romanche d'une douzaine de mètres, elle évoque toujours de nostalgiques souvenirs. Rénovée et habitée, elle est classée au patrimoine culturel de la commune de Champ-sur-Drac.